# 古舘伊知郎の赤坂野郎90分
セブン-イレブンスペシャル 古舘伊知郎の赤坂野郎90分（ふるたちいちろうのあかさかやろう90ぷん）は、1984年10月13日から1986年4月5日までTBSラジオで放送されていた生放送のラジオ番組である。古舘伊知郎がパーソナリティを務めた冠番組。セブン-イレブンの一社提供番組であった。

## 概要
1984年6月にフリーアナウンサーになったばかりであった古舘の軽快なトークとリスナーからのハガキ・電話を中心に番組が進行された。生放送のため野球中継が延長した場合はその分放送時間が短縮され、3分ほどしか放送できなかった回もあった。オープニングテーマは古舘の歌である「昭和の恋の物語」をかけていた。

## 放送時間
| 期間                       | 放送時間             |
| -------------------------- | -------------------- |
| 1984年10月13日 - 1985年3月 | 土曜日 22:00 - 23:30 |
| 1985年4月 - 1986年4月5日   | 土曜日 21:00 - 22:30 |

## 出演者
- 古舘伊知郎[2]
- 山本小鉄
- 池田まさる
- 小松昌美
- 及川ひとみ

## 主なコーナー
- 電話でイッキ（番組前期）／はなちゃん電話（番組後期）
  - 「大原A子」および「某少女B」と名乗る女性出演者と電話出演の男性リスナーが、テレホンデートを繰り広げる。しかし実際はセクシーな内容のアドリブトークで、この時間帯の番組としては過激な設定やセリフも多かった。女性出演者の正体は最終回で明かされ、大原A子は本人によると銀座のクラブのママで、某少女Bはアダルトアニメ「くりいむレモン」などにも出演した及川ひとみであることが判明した。
- 覆面ゲスト 
  - ゲストを迎えたトークコーナー。ただしゲストの正体は番組冒頭では明かされず、ヒントを参考にリスナーが電話でゲスト予想を行う。
- イチローくんとコテッチャン
  - 古舘と山本小鉄が雑談したり、リスナーからの人生相談に答えたりするコーナー。
- 外部中継
  - 池田まさるや小松昌美が、あらかじめ募集したリスナーの中から当選者宅へ訪問し、セブン-イレブンの商品（当時販売されていた、大型のアルミ容器に入った「おでん缶」など）をプレゼントする。